# Llupia
Llupia (på Catalansk: Llupià) er en by og kommune i departementet Pyrénées-Orientales i Sydfrankrig.

## Geografi
Llupia ligger på Roussillon-sletten 17 km sydvest for Perpignan centrum. Llupia er sammenhængende med Thuir mod vest. Andre nærliggende byer er mod øst Ponteilla (5 km) og Trouillas (4 km) og mod syd Terrats (2 km).

## Demografi

### Udvikling i folketal
| 1962                                                              | 1968 | 1975 | 1982 | 1990  | 1999  | 2007  | 2015  | 2017  |
| ----------------------------------------------------------------- | ---- | ---- | ---- | ----- | ----- | ----- | ----- | ----- |
| 277                                                               | 282  | 399  | 931  | 1.253 | 1.734 | 1.820 | 1.964 | 1.943 |
| Tal fra og med 1962 er uden dobbelttælling (sans doubles comptes) |      |      |      |       |       |       |       |       |